# Кулаєнко Сергій Олександрович
Сергій Олександрович Кулаєнко (нар. 10 травня 1987, Харків, Україна) — український музикант, продюсер, композитор, учасник гурту Жадан і Собаки і директор студії звукозапису Terrastudio.

## Біографія
Сергій народився в сім'ї інженера та викладача Олександра Яковича Кулаєнка (1949-2008) і лікаря Людмили Миколаївни Кулаєнко (нар. 1954). Його старший брат, Олег Олександрович Кулаєнко (нар. 1983), також є інженером і викладачем.
Сергій почав вивчати фортепіано з семи років у музичній школі №2 Харкова. Після завершення школи він вступив до Харківського Державного Технічного Університету Будівництва та Архітектури (ХДТУБА), де здобув червоний диплом магістра у 2009 році.

## Кар'єра
Батьки володіли майстерністю гри на музичних інструментах. Фортепіано, яке дісталося йому від матері, у юності було перевезено вантажним потягом з Семипалатинська (нині Семей), Казахстан. У 2000 році батько купив комп'ютер, що трансформував навчання музиці у творчий процес. Це привернуло увагу однолітків та інших музичних ентузіастів. У їхньому домі завжди було багато людей: початківці артисти бажали спробувати записати пісню чи мелодію, або ж просто обговорити музичні теми. Студія швидко набула популярності, особливо на початку 2000-х, коли в місті бракувало місць для запису.
Після відмінного закінчення музичної та загальноосвітньої шкіл у 2004 році, він вступив до будівельного університету міста Харкова (ХДТУБА) і одночасно приєднався до харківського молодіжного гумористичного театру "Арт-Старт" на посаду звукорежисера. Там він зустрів багато талановитих однодумців, серед яких був і відомий режисер та продюсер Ярослав Лодигін.
У той же період він познайомився з автором пісень і музики Д. Погорєловим. З 2004 по 2008 рік вони створили майже 100 пісень, деякі з яких були виконані у місцевих клубах під сценічним іменем "Юла". Декілька пісень з цього репертуару пізніше взяв у виконання гурт "Діти Капітана Гранта", фіналіст першого сезону шоу Х-фактор.
У 2008 році він зустрівся з Євгеном Турчиновим, вже відомим співаком і фіналістом проекту Шанс. Вони виконали декілька пісень у складі гурту "Літо". В рамках цього проекту Сергій також познайомився з музикантами харківського гурту Собаки в Космосі, до якого у 2009 році він приєднався як піаніст та композитор для роботи у проекті Сергія Жадана Спортивний клуб армії. Гурт здійснив тур по Європі, який завершився невдало через несправність транспорту, після чого вони зробили перерву у виступах на рік.
У 2010 році Сергій запропонував гурту записати їхній третій альбом на студії «НН-студія», де він працював. Після звільнення вокаліста та засновника Саші Болдирєва, робота над альбомом так і не була завершена. Проте увага швидко перемкнулася на проект Жадана, який згодом отримав назву Жадан і Собаки. Вони записали альбом Зброя Пролетаріату, і хоча Сергій не брав активної участі у першому альбомі, він включився у створення другого, а пісня з однойменного альбому Бийся за неї стала хітом Революції гідності 2014 року .
Пізніше Сергій Кулаєнко стає повноцінним саундпродюсером альбому Мадонна  гурту «Жадан і Собаки», випущеного в 2019 році. Цей альбом виявився переломним у творчості гурту: він не тільки знайшов широке визнання, але й вивів колектив на новий рівень популярності . Треки з «Мадонни» активно ротуються на радіостанціях, допомагаючи планувати великі концертні тури та ставати гедлайнерами великих українських музичних фестивалів, таких як Файне Місто, Атлас Вікенд, Західфест та Республіка . 
Пісня «Мальви» з альбому постійно займає місце в рейтингу 100 найбільш прослуховуваних пісень на Ютуб в Україні, згідно з даними на 2024 рік [неавторитетне джерело].
Паралельно Сергій співпрацював з місцевими виконавцями, зокрема з Галиною Печенізькою та Obidi Nnedu, а також працював над записами віршів і романів Сергія Жадана у аудіоверсії. Він також був залучений до проектів відомої психотерапевтки Світлани Ісаєнко.
У 2021 році він режисував кліп "Автозак", знятий на заводі його брата Олега Кулаєнка. У 2022 році під час жорстоких обстрілів Харкова було створено трек "Діти", який згодом прозвучав на чемпіонаті світу з футболу.
У 2023 році Сергій став саундпродюсером альбому Радіопромінь гурту Жадан і Собаки, який знову став хітом серед українських слухачів. 
Цей успіх приніс гурту номінацію на премію YUNA як найкращий рок-гурт 2023 року .

## Особисте життя
Сергій одружений і проживає у Харкові.

## Культурний вплив
Сергій Кулаєнко є активним учасником української музичної сцени. Він вносить вагомий внесок у розвиток студійної культури в Україні. Також творчість Сергія має значний вплив на сучасну українську музику загалом, зокрема через його здатність інтегрувати зарубіжні тренди з вітчизняними реаліями. Роботи Сергія роботи характеризуються глибоким зануренням у жанри рок, ска-панк, фанк, диско та поп-рок, що дозволяє йому створювати різноманітну та емоційно насичену музику. 
Його музика часто містить глибокий соціальний підтекст, що робить створені пісні не тільки популярними, але й значущими у культурно-художньому контексті. Сергій також відомий своєю роботою над проектами, що включають записи віршів та романів Жадана у аудіоформаті, а також співпрацею з іншими видатними українськими та іноземними артистами і гуртами. Одним із відомих треків Сергія є пісня Сергія Жадана та Христини Соловій "Серце", яка вражає своєю емоційною глибиною та барвистістю мелодіки. Композиція майстерно маневрує динамікою, розпочинаючись з ніжного, інтроспективного вступу, який плавно переходить у потужну оркестрову кульмінацію, яка глибоко резонує з універсальними почуттями любові, викликаючи сильні емоційні відгуки у слухачів.

## Відзнаки та досягнення
- Санудпродюсер альбому "Мадонна" гурту "Жадан і Собаки", що став значним культурним феноменом в українській музиці.
- Санудпродюсер альбому "Радіопромінь" гурту "Жадан і Собаки" що здобув визнання серед українських слухачів у жанрі рок.
- Гедлайнер відомих українських музичних фестивалів, таких як "Файне Місто", "Атлас Вікенд", "Захід Фест" та "Республіка".
- Номінація на премію YUNA як найкращий рок-гурт 2023 року.